# Éparchie de Novokouznetsk
L'éparchie de Novokouznetsk (Новокузне́цкая епархия) est une éparchie (diocèse chez les orthodoxes) de l'Église orthodoxe russe, regroupant les paroisses et les monastères de la partie méridionale de l'oblast de Kemerovo en Russie. Elle se trouve dans les limites des districts municipaux de Kaltan, de Mejdouretchensk, de Myski, de Novokouznetsk et d'Ossinniki, ainsi que des arrondissements (raïons) de Novokouznetsk et de Tachtagol. Elle fait partie de la métropolie du Kouzbass. Son siège est à la cathédrale de la Transfiguration-du-Sauveur de Novokouznetsk.

## Histoire
Le vicariat de Kouznetsk (la ville de Novokouznetsk s'appelait Kouznetsk jusqu'en 1932) de l'éparchie de Tomsk existe dans les années 1920 et 1930, afin de s'opposer au schisme des rénovationistes (ce mouvement posséda une cathédrale de 1927 à 1932 avec deux évêques successifs). On sait que les évêques de Kouznetsk ont été nommés pour servir les paroisses qui étaient restées fidèles au patriarche Tikhon. Ils portaient le titre d'« évêque de Kouznetsk, vicaire du diocèse de Tomsk ». En fait, ils n'ont pas eu la possibilité d'effectuer leur service sur place, les autorités soviétiques refusant de les laisser partir et finalement ils ont été arrêtés. Avec la région de Kemerovo, le territoire a fait partie des diocèses de Novossibirsk et de Krasnoïarsk à différentes périodes.
Le 26 juillet 2012, le Saint-Synode de l'Église orthodoxe russe érige la nouvelle éparchie de Novokouznetsk, recevant son territoire de l'éparchie de Kemerovo et Novokouznetsk, et entrant dans la nouvelle métropolie du Kouzbass. L'évêque Aristarque de Kemerovo est placé à sa tête par intérim.

## Ordinaires
vicariat de Kouznetsk

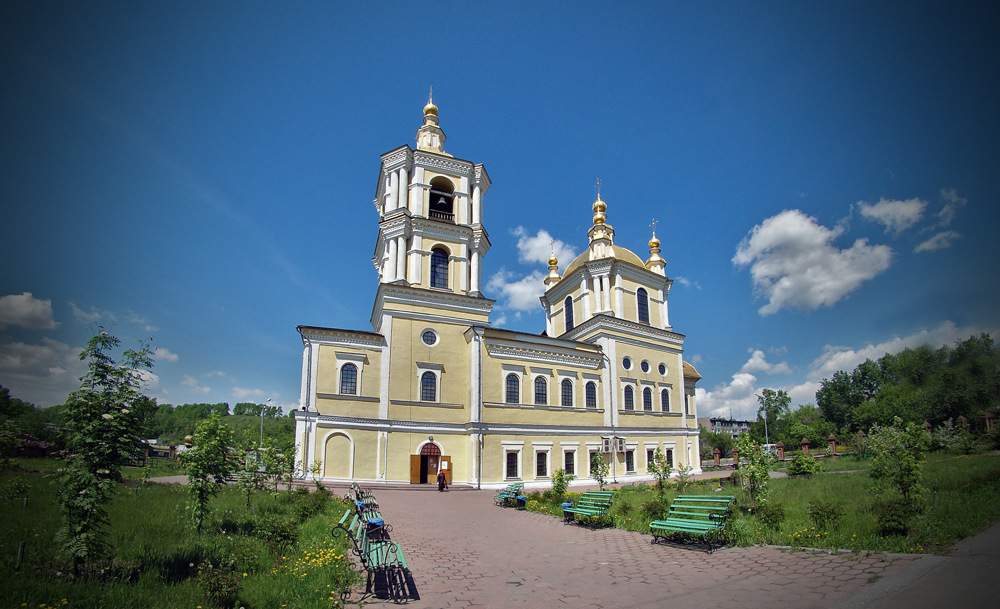
Cathédrale de la Transfiguration-du-Sauveur de Novokouznetsk.

- Nikita (Pribytkov) (23 janvier - fin 1924)
- Nikon (Pourlevski) (1924) par intérim
- Nikon (Soloviov) (1924-1927)
- Germain (Kokel) (1928 - novembre 1930)

éparchie de Novokouznetsk
- Aristarque (Smirnov) (26 juillet 2012 - 1er septembre) par intérim, métropolite de Kemerovo
- Vladimir (Aguibalov) (depuis le 1er septembre 2014)

## Doyennés

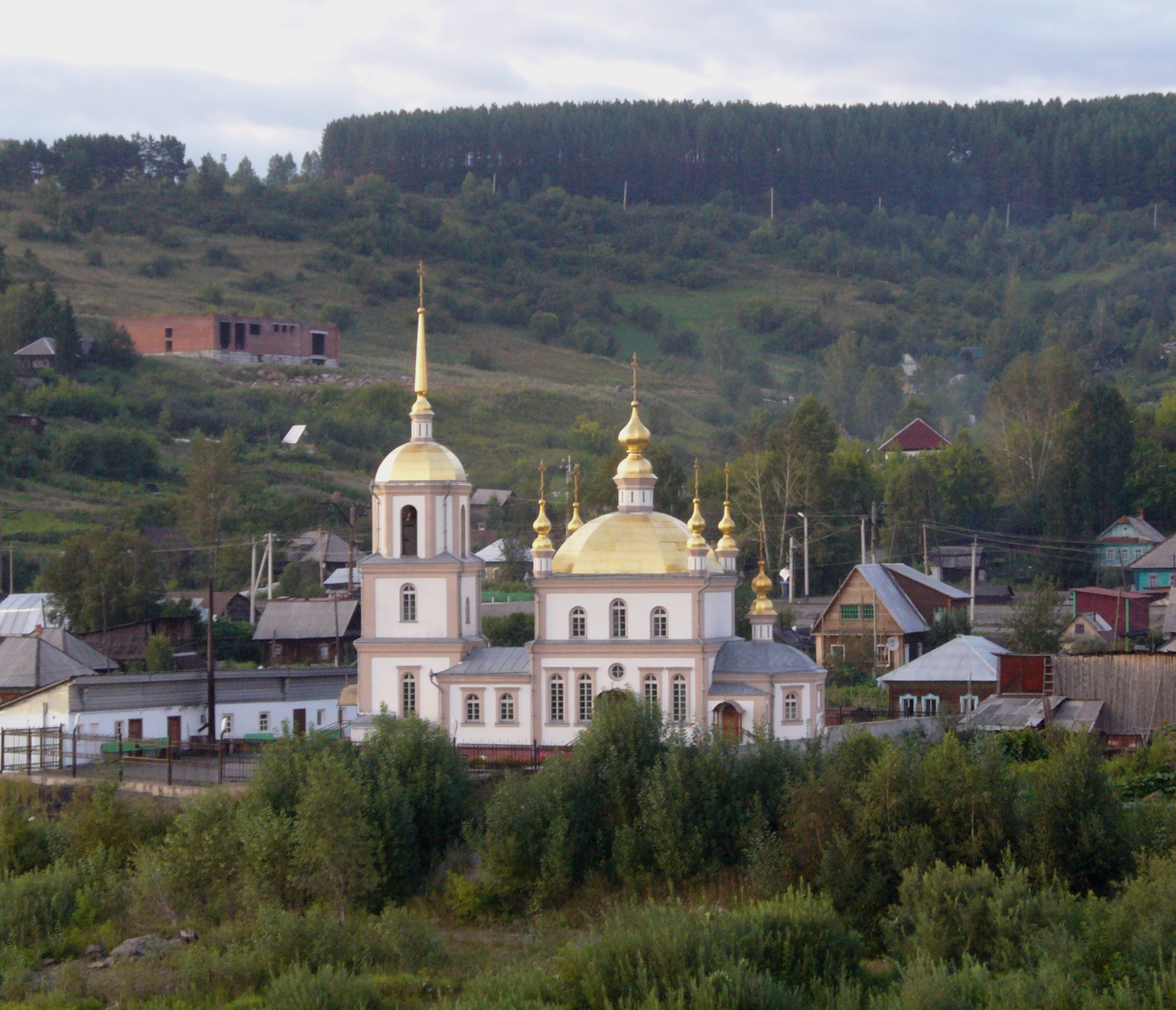
Église de l'Assomption de Moundybach.

L'éparchie est organisée en onze doyennés:
- 1er doyenné de Novokouznetsk (dont la paroisse du village de Metallourgov);
- 2е doyenné de Novokouznetsk (dont les paroisses de Listviagui, le monastère Saint-Panteleïmon de Bezroukovo);
- 3е doyenné de Novokouznetsk (dont les paroisses d'Abagour et Pritomski);
- 4е doyenné (dont les paroisses de Krassoulino, Kostionkovo, Ilinka);
- 5е doyenné de Novokouznetsk (dont les paroisses d'Atamanovo, Tchistogorski, Sosnovka, Ossinovoïe Pliosso);
- doyenné de Kaltan (dont les paroisses de Kouzedeïevo, Malinovka et Sarbala);
- 1er doyenné de Mejdouretchensk (dont la paroisse de Teba);
- 2е doyenné de Mejdouretchensk (dont la paroisse d'Orton);
- doyenné de Myski (érigé en septembre 2017) (paroisse dans le sanatorium - maison de vacances - «Topaze»);
- doyenné d'Ossinovoïe (dont la paroisse de Taïjina);
- doyenné de Tachtagol (dont les paroisses de Moundybach, Temirtaou, Kaz et Chereguech).

## Monastères
- monastère Saint-Panteleïmon de Bezroukovo (moines; village de Bezroukovo);
- monastère de la Nativité-du-Christ (en activité aux XVIIIe – XIXe siècles) au nord de Kouznetsk au village de Khristorojdestvenskoïé.

## Églises connues

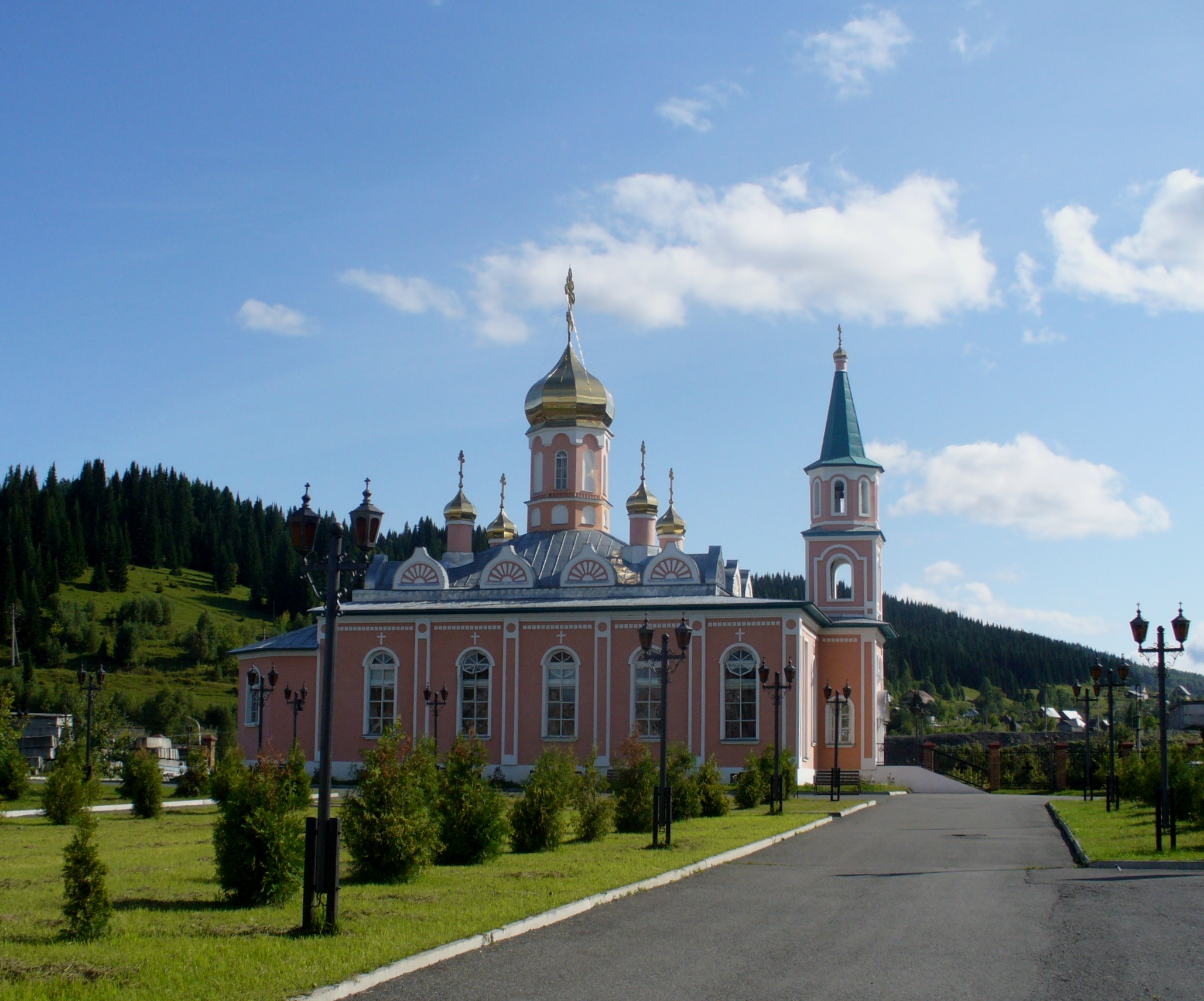
Collégiale Saint-Georges de Tachtagol.

- Cathédrale de la Transfiguration-du-Sauveur (1792)
- Église Saint-Panteleïmon de Kouzedeïevo (1899)
- Église Saint-Élie de l'arrondissement de Novokouznetsk (1890)
- Église Saint-Nicolas (1946)
- Église Saint-Michel-Archange de Novokouznetsk (1975)
- Église de la Sainte-Trinité de Temirtaou (1988)
- Collégiale Saint-Georges de Tachtagol (1991)

## Éducation
- Lycée (gymnasium) orthodoxe Saint-Luc-Iassenetski de Novokouznetsk